# Síndrome de desgaste profesional
El síndrome de desgaste profesional (en inglés, occupational burnout; coloquialmente, del trabajador quemado) es un padecimiento que se caracteriza por una respuesta prolongada de estrés ante los factores estresantes emocionales e interpersonales en el trabajo, que incluye fatiga crónica, ineficacia y negación de lo ocurrido.
No se encuentra reconocido en el Manual diagnóstico y estadístico de los trastornos mentales (DSM), que es el documento diagnóstico predominante en Estados Unidos, pero sí aparece en su homólogo Europeo, la Clasificación internacional de enfermedades (CIE-11) de la Organización Mundial de la Salud, bajo el código QD85dentro del apartado relativo a «problemas asociados al empleo y el desempleo». En algunos países europeos a los pacientes con desgaste profesional se les diagnostica con el síndrome de neurastenia (ICD-10, código F 48.0), siempre que sus síntomas estén asociados al trabajo, en concordancia con la lógica de planteamientos presentes en algunas investigaciones, que la vinculan con el síndrome de burnout, considerándolo, por lo tanto, como una forma de enfermedad mental.

## Sinonimia
El síndrome de desgaste profesional también se conoce como síndrome de desgaste ocupacional (SDO), síndrome del trabajador desgastado, síndrome del trabajador consumido, síndrome de quemarse por el trabajo, síndrome de la cabeza quemada y, coloquialmente, como síndrome del profesional quemado, síndrome del quemado y síndrome del trabajador quemado. En francés, se le conoce como surmenage (estrés), pero es una construcción de la que se pueden desprender un sinnúmero de definiciones, por lo que es posible indicar la inexistencia de una única conceptualización. y que han incidido también en la aparición de diferentes modelos explicativos.

## Origen conceptual del síndrome de desgaste profesional
Desde la aparición del primer concepto de síndrome de desgaste profesional en 1974, presentado por Herbert Freudenberger, muchos investigadores han aportado innumerables conceptos, entre los que vale la pena nombrar a Pines y Kafry (1978),[cita requerida] Dale (1979),[cita requerida] Edelwich y Brodsky 1980,[cita requerida] Maslach y Jackson (1981),[cita requerida] Feigley (1984)[cita requerida] y a Raedeke y Smith (2001).[cita requerida]
Este síndrome lo describió por primera vez H. B. Bradley en 1960, como metáfora de un fenómeno psicosocial presente en agentes de policía de libertad condicional, utilizando el término staff burnout.
Freudenberger propuso en 1974 un concepto centrado en un estudio netamente organizatorio, afirmando que son sentimientos de agotamiento y frustración, además de cansancio, que se generan por una sobrecarga de trabajo, e incluyó, en su explicación, el término de adicción al trabajo, y fue también el primero en proponer este tipo de relación asociada a un desequilibrio productivo. En 1980, amplió su teoría y conceptualización, y agregó que estos sentimientos se deben a cargas irracionales de trabajo que se imponen a sí mismos o que les imponen quienes los rodean.
Para este mismo año aparece Cherniss, quien lo concibió como un proceso y propuso tres momentos, uno asociado a un desequilibrio entre la carga laboral y las posibilidades del sujeto de responder de forma óptima a esta, un segundo momento que habla de la presencia de una respuesta emocional negativa fuerte y un último momento que propone un cambio conductual y actitudinario en el que se sumerge el sujeto. Contemporánea a esta propuesta, surgió la de Edelwich y Brodsky, quienes lo relacionaron más con una pérdida progresiva de la energía, motivación e ideal asociada a las profesiones de ayuda a su cargo y propusiaron también fases progresivas, entusiasmo, estancamiento, frustración y apatía.
Por otro lado, en 1976, la psicóloga social Christina Maslach lo presentó ante un congreso de la Asociación Estadounidense de Psicología (APA) y lo definió como un síndrome tridimensional que consideraba como dimensiones de análisis a los siguientes constructos: agotamiento emocional, despersonalización y baja realización personal, y que ocurriría entre sujetos que trabajan en contacto directo con clientes o pacientes.
En 1980, en tanto, Herbert Freudenberger publicó su libro titulado Burn Out: The High Cost of High Achievement. What it is and how to survive it, texto que se ha transformado en un referente primordial para el abordaje primigenio del síndrome de desgaste profesional. Posterior a ellos, en el año 1981 las autoras Maslasch y Jackson aportan el hasta ahora más aceptado concepto del síndrome, en el que proponen que este es tridimensional y que dentro de estas dimensiones se encuentran el agotamiento emocional, la despersonalización (en la que se generan actitudes de sarcasmo ante sus compañeros de trabajo) y la reducida realización personal.

## Población de riesgo

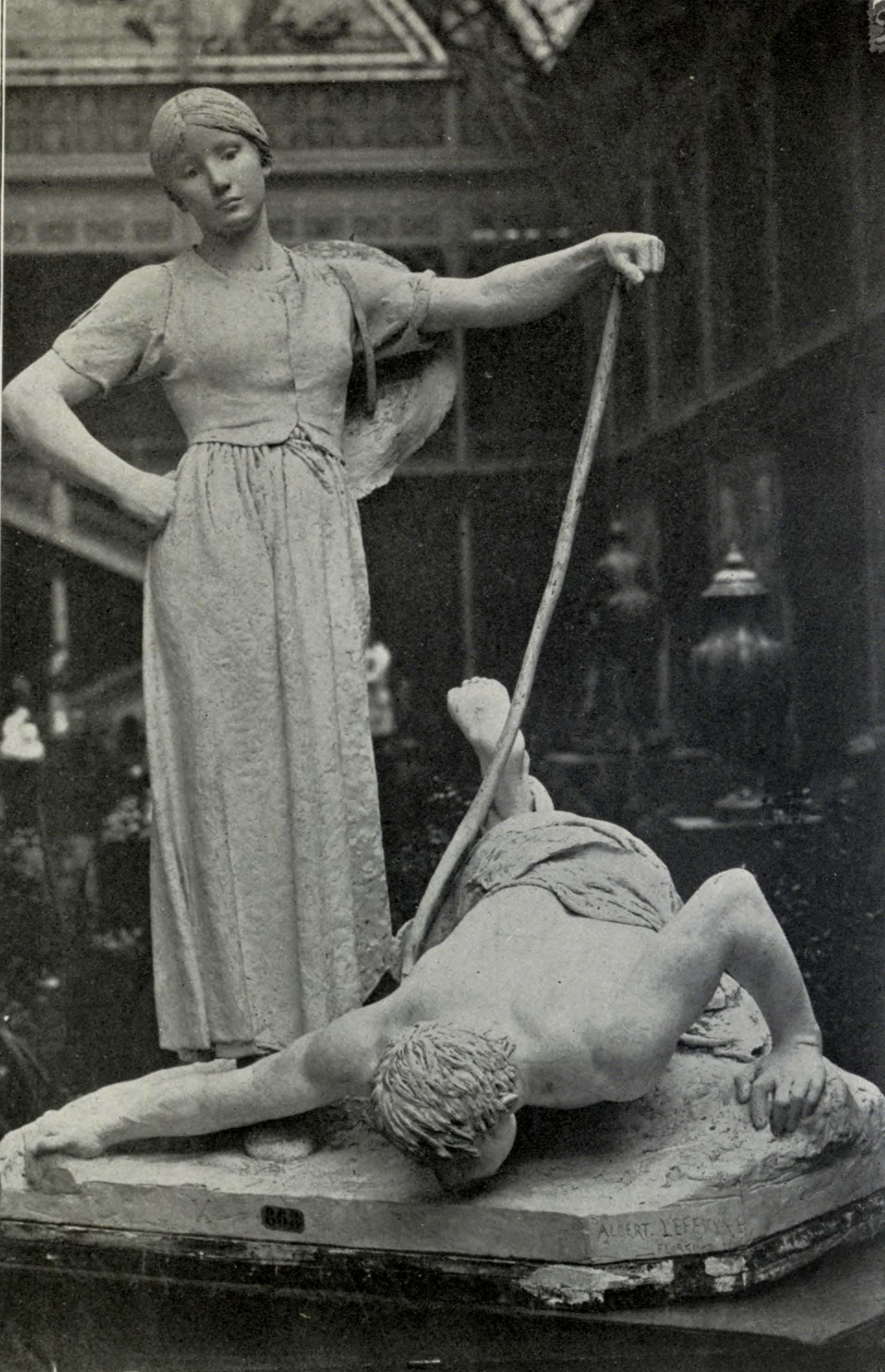
Escultura de Albert Lefeuvre, titulada Después del trabajo.

En general, los más vulnerables a padecer el síndrome son aquellos profesionales en los que se observa la existencia de interacciones humanas trabajador-cliente de carácter intenso o duradero, sin considerar por cierto a un cliente en particular, sino, más bien, a uno o varios. Dichos profesionales pueden ser caracterizados como de desempeño satisfactorio, comprometidos con su trabajo y con altas expectativas respecto a las metas que se proponen, en las que el desgaste profesional se desarrolla como respuesta a estrés constante y sobrecarga laboral.
El síndrome de desgaste profesional es muy frecuente en personal sanitario (médicos, enfermeras/os, farmacéuticos, odontólogos, nutricionistas, psicólogas/os, terapeutas ocupacionales, trabajadores sociales, maestros/as, docentes en general,terapeutas familiares y consejeros matrimoniales, así como personal administrativo) teleoperadores (operadores de Centros de llamadas), ingenieros, personal de las fuerzas armadas, y en general, en diversas profesiones de las que actualmente se observa un creciente interés por analizar.
Respecto al género, diversas investigaciones apuntan a que las mujeres presentan mayor prevalencia que los hombres.

## Dimensiones
En 1981, Maslach y Jackson propusieron las siguientes dimensiones del síndrome de desgaste profesional:
- Cansancio emocional: valora el agotamiento emocional debido a las exigencias del trabajo.
- Despersonalización: valora el grado de indiferencia y apatía frente a la sociedad.
- Baja realización personal: valora sentimientos de éxito y de realización personal.

## Síntomas
Los síntomas del síndrome de desgaste profesional se han categorizado en cuatro grupos, donde se desarrollan de forma progresiva:
- Síntomas psicosomáticos: cefaleas, molestias gastrointestinales, insomnio, entre otros.
- Síntomas conductuales: problemas relacionales, ausentismo laboral, entre otros.
- Síntomas emocionales: distanciamiento afectivo, ansiedad y disminución del rendimiento laboral.
- Síntomas defensivos: negación de los síntomas anteriores y desplazamiento de los sentimientos hacia otros ámbitos.

Lo principal es un fuerte sentimiento de impotencia, dado que desde el momento de levantarse ya se siente cansado. El trabajo no tiene fin y, a pesar de que se hace todo para cumplir con los compromisos, el trabajo nunca se termina. La persona que lo padece se vuelve anhedónica, es decir, que lo que anteriormente era motivo de alegría ahora no lo es; en otras palabras, pierde la capacidad de disfrutar. Aun cuando se tiene tiempo, se siente siempre estresado. A diferencia de lo que ocurría al principio, el trabajo ya no produce incentivos para la persona afectada con desgaste profesional. Visto por otras personas, aparenta sensibilidad, depresión e insatisfacción.

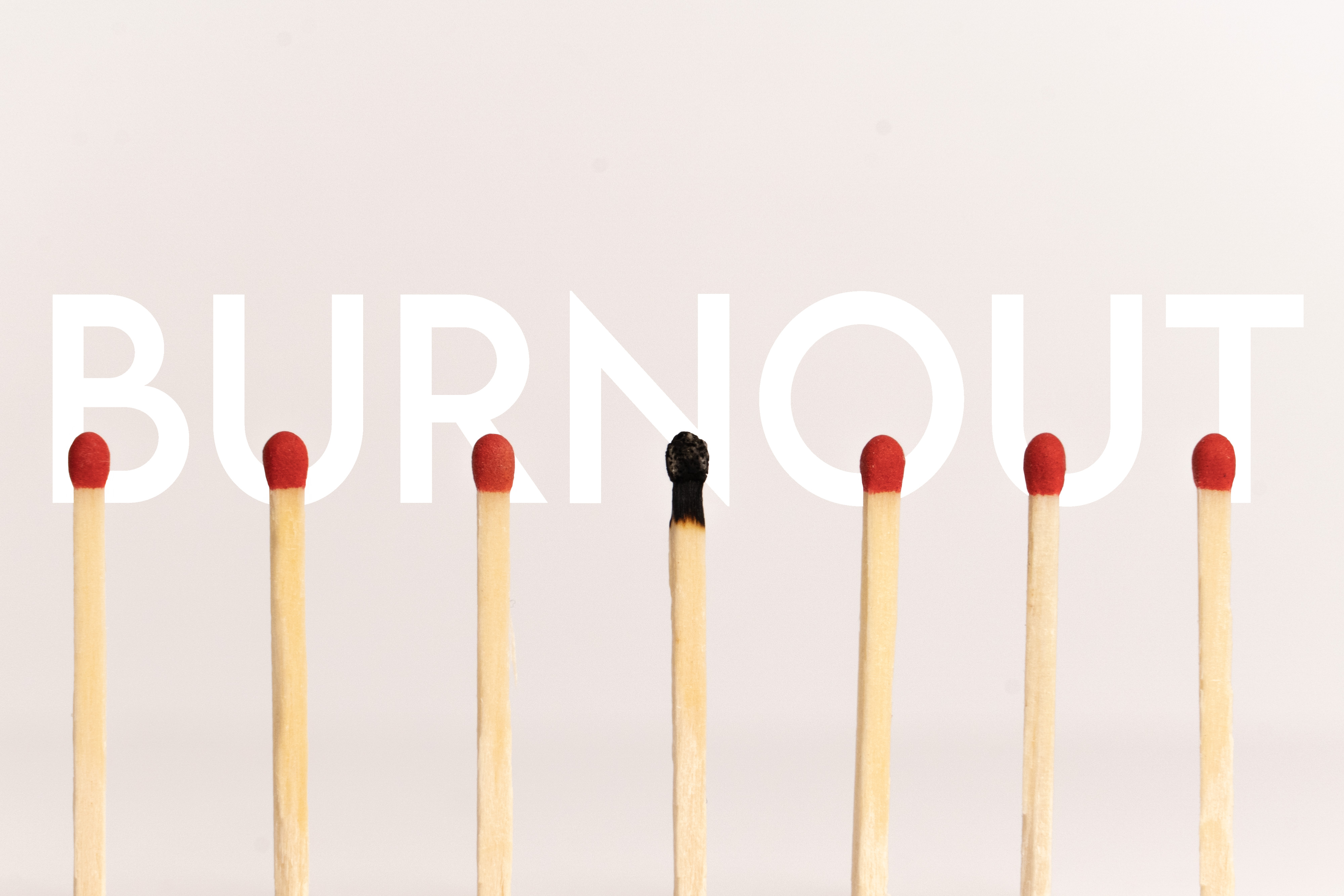
Referencia al Burnout

## Causas
El síndrome de desgaste profesional suele deberse a múltiples causas y se origina principalmente en las profesiones de alto contacto con personas, con horarios de trabajo excesivos. Se ha encontrado en múltiples investigaciones que el síndrome ataca especialmente cuando el trabajo supera las ocho horas diarias, cuando no se ha cambiado de ambiente laboral en largos periodos de tiempo y cuando la remuneración económica es inadecuada.
El desgaste ocupacional también sucede por las inconformidades con los compañeros y superiores cuando lo tratan de manera incorrecta, lo cual depende de tener un pésimo clima laboral donde se encuentran áreas de trabajo en donde las condiciones de trabajo son inhumanas.

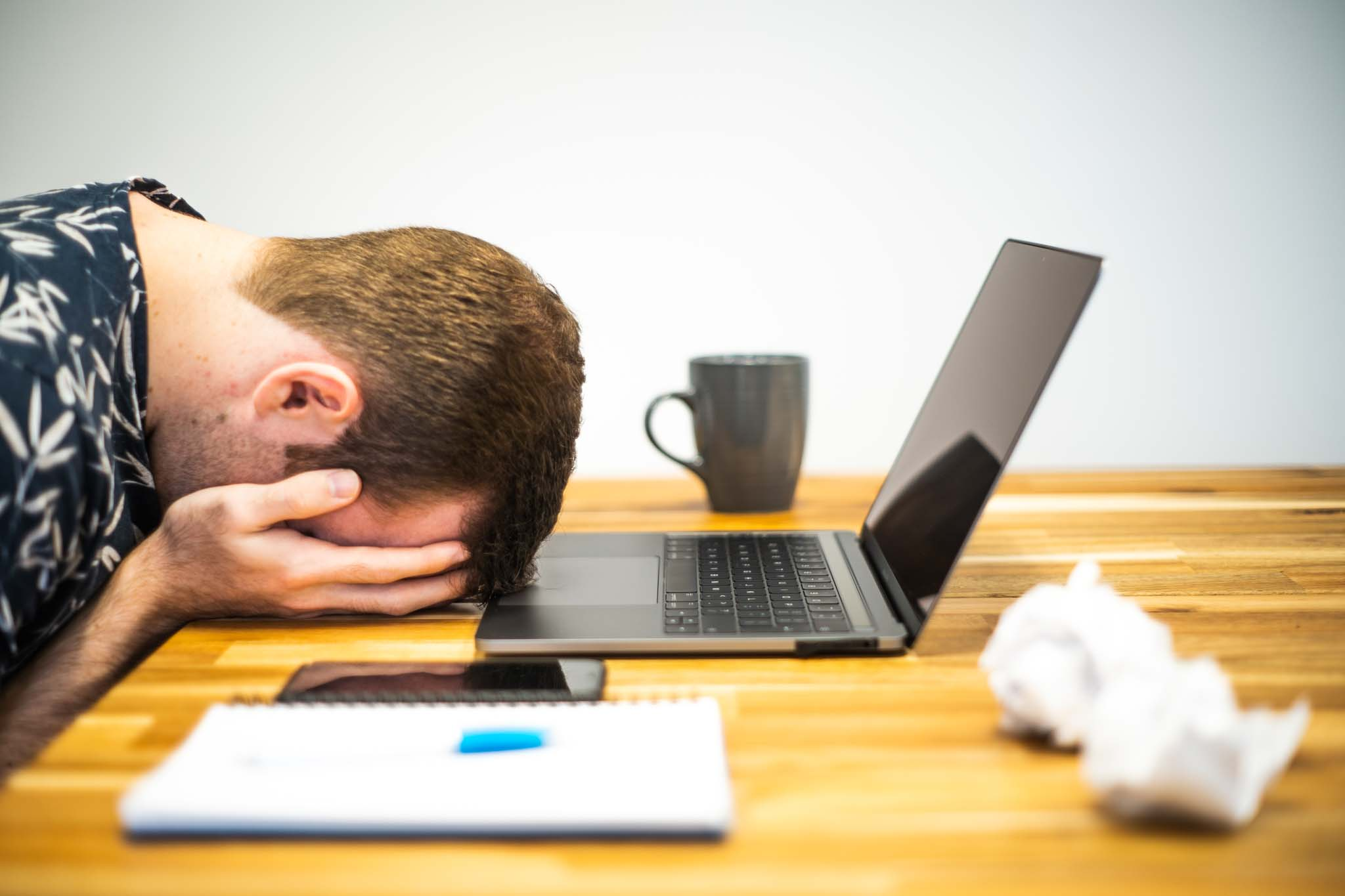
Síntoma de desgaste profesional

Existen dos factores de riesgo para la aparición del síndrome de desgaste profesionalː
- El estrés como resultado de una responsabilidad, que con frecuencia supera las capacidades del individuo para resolverlas, y si a esto le agregamos la incertidumbre del futuro, los problemas económicos y las relaciones familiares con poca tolerancia, son fuertes detonantes.
- La privación del sueño y el efecto que causa en el desempeño laboral y académico ha sido estudiado y recientemente sujeto a regulaciones. Está comprobado que la privación crónica del sueño modifica la concentración y altera la capacidad de decisiones, que como resultado se incrementan los errores con consecuencias fatales.[33]

## Prevalencia del desgaste profesional
Uno de los instrumentos más utilizados para medir el desgaste profesional es el denominado Maslach Burnout Inventory (MBI) creado por Christina Maslach y Susan Jackson, que utiliza un enfoque tridimensional para su evaluación basándose en los siguientes componentes: realización personal en el trabajo, cansancio emocional y despersonalización. En función de este instrumento, dichas autoras estimaron un conjunto de puntajes comparativos del MBI para diversos campos de trabajo, pudiéndose indicar que el grado de desgaste profesional en cada uno de ellos sería:
| Industria                           | Realización personal en el trabajo | Cansancio emocional | Despersonalización |
| ----------------------------------- | ---------------------------------- | ------------------- | ------------------ |
| Promedio general de seis industrias | Moderado                           | Moderado            | Moderado           |
| Hospitalario                        | Moderado                           | Moderado            | Moderado           |
| Educación                           | Alto                               | Moderado            | Alto               |
| Otros educación                     | Moderado                           | Bajo                | Bajo               |
| Servicios sociales                  | Alto                               | Moderado            | Moderado           |
| Medicina                            | Moderado                           | Moderado            | Moderado           |
| Salud mental                        | Alto                               | Bajo                | Bajo               |
| Otros                               | Moderado                           | Moderado            | Moderado           |

Respecto a la prevalencia de este síndrome, la información disponible es fragmentada, no habiendo aún ningún estudio epidemiológico que permita visualizar el porcentaje de población real que la padece, aunque existen investigaciones que se han abocado a realizar esfuerzos en torno a determinar la prevalencia en diversos campos.
En este contexto, en una investigación realizada a una muestra de 11 530 profesionales de la salud residentes en España y América Latina, se pudo constatar que la prevalencia de burnout en este tipo de profesionales fue: 14,9 % en España, 14,4 % en Argentina, 7,9 % en Uruguay, 4,2 % en México, 4 % en Ecuador, 4,3 % en Perú, 5,9 % en Colombia, 4,5 % en Guatemala y 2,5 % en El Salvador.
Por otro lado, respecto a la prevalencia existente en docentes latinoamericanos, se aprecian diversas investigaciones tendientes a determinarla, pudiéndose indicar que para el caso de México alcanzaría al 35,5 % (en una muestra de 698 docentes de 51 escuelas), para Chile un 27,4 % y con proclividad un 47,2 % (en una muestra de 479 profesores de educación preescolar, básica o primaria y media o secundaria) y para Perú un 40 % (en una muestra de 616 docentes de educación primaria y secundaria).

## Taxonomía de modelos explicativos del desgaste profesional
Existen diversos modelos explicativos de este síndrome, y aunque los primeros provenían desde la teoría psicoanalítica, se puede indicar que los principales modelos explicativos del burnout se encuentran en la psicología social, pudiéndose al menos mencionar los siguientes:
- Modelo Ecológico de Desarrollo Humano: desarrollado por Carroll y White (1982),[46] se basa en el conjunto de interrelaciones que debe llevar a cabo el sujeto en los distintos ambientes donde participa, y en los que debe asumir diversas normas y exigencias muchas veces contradictorias, transformándose en fuentes de estrés.[46]

- Modelo de descompensación valoración-tarea-demanda:[n 1] en este modelo, el burnout se conceptualiza como un elemento que operacionalizaría el estrés docente, denominándolo como sentimientos de efecto negativo. Fue desarrollado por Kyriacou y Sutcliffe (1978)[47] como un modelo de burnout aplicado al mundo del profesorado que posteriormente fue ampliado por Rudow (1999) y levemente modificado por Worral y May (1989).[48]

- Modelo sociológico:[n 2] este modelo considera que el burnout se presenta como consecuencia de las nuevas políticas macroeconómicas y fue sugerido por Farber (1991) y finalmente desarrollado por Woods (1999). Para este modelo la globalización explica principalmente la epidemia de desgaste profesional.

- Modelo opresión-demografía:[n 3] propuesto por Maslach y Jakson (1981), ve al ser humano como una máquina que se desgasta por determinadas características que la vuelven vulnerable (los años, pertenecer al género femenino, estar soltero o divorciado, etc.), combinado con la presión laboral y la valoración negativa de sí mismo y de los demás. Se ha criticado por ser un modelo mecanicista.

- Modelo de Competencia Social: es uno de los modelos más representativos construidos en el marco de la teoría sociocognitiva del yo, y fue propuesto por Harrison (1983).[49]

- Modelo demografía-personalidad-desilusión:[n 4] propuesto por Luis Felipe El Sahili (2010),[44] este modelo considera que, para estar quemado, se requieren dos elementos fundamentales para su formación, a saber: (a) un estrés que presiona al organismo durante mucho tiempo y que se combina con varias fallas en la personalidad y diversos factores de riesgo; y (b) la desilusión creciente que se tiene sobre la profesión ejercida, proveniente principalmente de la falta de compromiso, poca satisfacción laboral y pérdida vocacional. En este contexto, el estrés crónico no sería una variable explicativa significativa por sí misma del desgaste profesional, sino que necesitaría ser combinada con el desencanto que sufre el sujeto sobre las tareas realizadas.[44]

## Desgaste profesional en el ámbito deportivo
Flippin realiza en el año 1981 el primer aporte del síndrome desde la psicología aplicada al deporte, abriendo este campo de estudio que se ha extendido hasta la actualidad, y del que han formado parte desde niños de escuelas de formación, hasta adultos de la tercera edad y deportistas de alto rendimiento, siendo estos últimos los más estudiados. 
Feigley y Fender también conceptualizan este síndrome desde la psicología deportiva, pero a diferencia de las propuestas anteriores le dan más relevancia a la carga de entrenamiento y su agotamiento físico.
El autor Fayos en 1999 propone que el efecto más contundente de la presencia de este síndrome es el abandono de la práctica deportiva y el deterioro de factores mentales, tales como la motivación. La historia del síndrome de desgaste profesional, también conocido como síndrome de estar quemado, inicia en el año de 1974, cuando el psicólogo Herbert Freudenberger trabajaba con un grupo de personas que manifestaban síntomas físicos y psicológicos, presentaban un estado de agotamiento ocasionado por elevadas exigencias en el campo laboral. En el contexto colombiano específicamente, se han realizado algunos estudios del síndrome, entre los que destaca el de Flórez en 2012, en el que al aplicar el instrumento ABQ, se encuentra que los deportistas de la muestra obtienen una puntuación alta en la dimensión de despersonalización. 

## Desgaste profesional en personal de seguridad pública
El síndrome de burnout (BO) es una respuesta a la exposición prolongada a factores estresantes relacionados con el trabajo, caracterizada por agotamiento emocional (AE), despersonalización (DP) y una reducción en la sensación de logro personal (AP). El entorno laboral de la policía incluye situaciones críticas y continuas que amenazan la vida, violencia y lesiones, entre otros factores que los ponen en alto riesgo de estrés. Torres y colaboradores,  evaluaron la asociación entre el síndrome de burnout y factores sociodemográficos, ocupacionales y de salud en 352 oficiales de policía mexicanos, encontrado que el 23.36% de la fuerza policial presentó niveles altos de burnout; el 44.16% de los oficiales estaban altamente agotados emocionalmente, el 49.29% había perdido empatía con las personas y el 41.03% presentaba una baja sensación de logro personal. Además, los peores niveles del síndrome se presentaron en personas con una mala percepción de su estado de salud, mala percepción de la calidad de su dieta, sin horarios regulares para comer, malos hábitos de sueño e Índice de Masa Corporal elevado. Los datos sugieren que en los oficiales de policía mexicanos, el BO es dimensionalmente diferente de todos los otros grupos previamente estudiados (DP > AE > AP).

## Instrumentos de valoración
A través de la historia han aparecido varios instrumentos para la valoración del síndrome, pero debido a su falta de validez en sus propiedades psicométricas no han sido aceptados dentro del campo de investigaciónː Dentro de los instrumentos válidos figuran:
- MBI (Maslach Burnout Inventory) desarrollado por Maslach y Jackson en 1981 para el ámbito laboral.
- ABQ (Athlete Burnout Questionnaire) desarrollado por Raedeke y Smith 2001 únicamente para el contexto deportivo.[51]
- CESQT (Cuestionario para la Evaluación del Síndrome de Quemarse por el Trabajo)[52] o SBI (Spanish Burnout Inventory).[53][54][55][56] Desarrollado por Gil-Monte en 2005.[57]

## Diferencias entre estrés y desgaste profesional
Para Singh, Goolsby y Rhoads, desgaste profesional y estrés laboral son conceptos muy diferentes.[cita requerida]
| Estrés                                                                        | Desgaste profesional                                                                           |
| ----------------------------------------------------------------------------- | ---------------------------------------------------------------------------------------------- |
| Compromiso excesivo con los problemas                                         | Falta de compromiso                                                                            |
| Hiperactividad emocional                                                      | Embotamiento emocional                                                                         |
| El daño fisiológico es el sustrato primario.                                  | El daño emocional es el sustrato primario.                                                     |
| Agotamiento o falta de energía física                                         | Agotamiento afecta a motivación y a energía psíquica                                           |
| La depresión puede entenderse como reacción a preservar las energías físicas. | La depresión en el desgaste profesional es como una pérdida de ideales de referencia-tristeza. |
| Puede tener efectos positivos en exposiciones moderadas (eustrés).            | Sólo tiene efectos negativos.                                                                  |